# The Residences at Greenbelt - Manila Tower
La Manila est un gratte-ciel de 171 mètres construit en 2008 à Makati aux Philippines. Il appartient au complexe The Residences at Greenbelt.